# Soyuz A

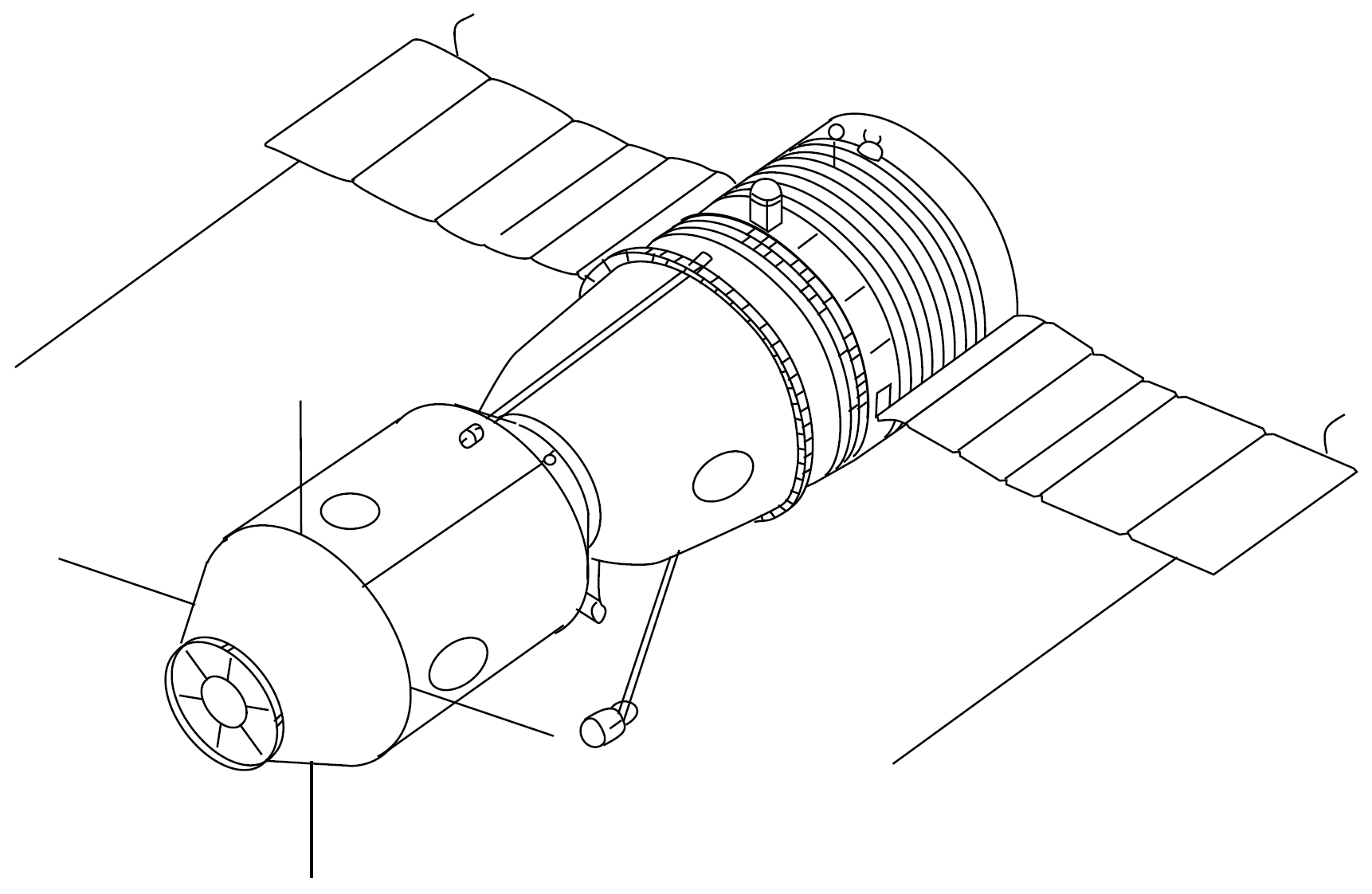
Esquema de la Soyuz A.

Soyuz A, también denominada Soyuz 7K, fue una nave espacial soviética diseñada por Sergéi Koroliov hacia 1963 y destinada a realizar misiones de sobrevuelo de la Luna.

## Historia
La Soyuz A fue diseñada en principio para operaciones de rendezvous y acoplamiento en órbita baja terrestre con la finalidad de realizar más tarde vuelos circumlunares tripulados. El esquema de las misiones sería el siguiente:
- se lanzaría una Soyuz B (también conocida como Soyuz 9K) no tripulada en una órbita terrestre de 225 km de altura.
- le seguiría el lanzamiento de entre una y tres naves Soyuz V (también conocidas como Soyuz 11K y a veces denominadas Soyuz C), según la misión, y también sin tripular, que servirían de vehículos cisterna y se acoplarían automáticamente a la Soyuz B, a la que transferirían hasta 22 toneladas de propelente.
- finalmente se lanzaría una Soyuz A con los cosmonautas que llevarían a cabo la misión lunar a bordo. La nave se acoplaría a la Soyuz B, que propulsaría al conjunto en una trayectoria de sobrevuelo lunar, con la separación posterior de ambos componentes. Al conjunto de Soyuz A, Soyuz B y Soyuz V se le denominaría L1.

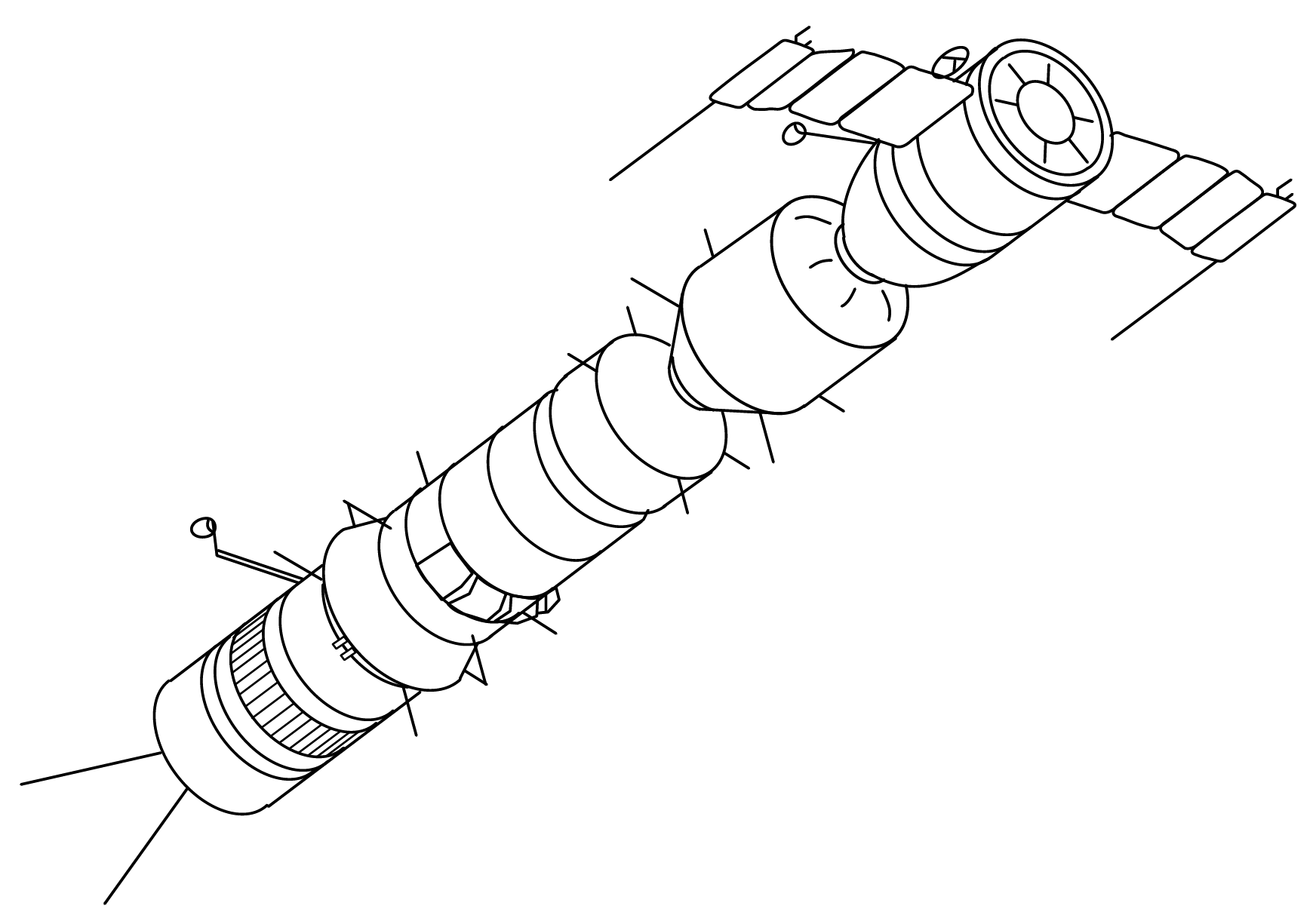
Conjunto de Soyuz A, Soyuz B y Soyuz V, constituyendo el complejo L1.

La Soyuz A iría equipada con cámaras de video y sensores científicos para tomar datos y hacer grabaciones de la superficie lunar durante el sobrevuelo, que tendría lugar a distancias de entre 1000 y 20 000 km de la misma. El tiempo total de vuelo habría sido de entre 7 y 8 días. La cápsula de aterrizaje, que devolvería a los cosmonautas a tierra, se separaría del resto de módulos a una altitud de entre 120 y 150 km de la superficie terrestre, entrando en la atmósfera a una velocidad de 11 km/s. Tras frenar hasta una velocidad subsónica se abriría el paracaídas de la cápsula, a una altura de entre 10 y 18 km.
La masa total del conjunto L1 sería de 23 000 kg en órbita terrestre y la masa durante el sobrevuelo lunar de la Soyuz A sería de 5100 kg.
La Soyuz A fue descrita en una carta de Koroliov del 23 de septiembre de 1963 en la que explicaba lo que sería un plan de exploración espacial entre 1965 y 1975.
Finalmente el proyecto no recibió el apoyo de las autoridades y no fue incluido en el programa espacial soviético tras determinarse que el esquema de varias naves en órbita que además debían acoplarse automáticamente para realizar una sola misión no era factible. En cambio, se favoreció al esquema LK-1 propuesto por Chelomei, aunque finalmente fueron los posteriormente refinados diseños de Koroliov los que llevarían a cabo los diferentes sobrevuelos lunares no tripulados.

## Partes
La Soyuz A consistiría en las siguientes partes, la zona anterior a la posterior:
- un módulo habitable u orbital (BO por su abreviatura en ruso, БО, de бытовой отсек).
- una cápsula de aterrizaje (SA por su abreviatura en ruso, СА, de спускаемый аппарат).
- un módulo de equipamiento (PO o PAO por su abreviatura en ruso, ПАО, de приборно-агрегатный отсек).
- un módulo de propulsión (NO).
- un módulo con la electrónica de acoplamiento (AO).

El módulo AO, de forma toroidal, sería eyectado tras el acoplamiento y antes de la ignición de la Soyuz B para minimizar la masa del conjunto. En la posterior Soyuz 7K-OK este módulo no se eyectaba y fue confundido en diversas publicaciones con un tanque de propelente.

## Especificaciones
- Tripulación: 3
- Vida útil: 30 días
- Longitud: 7,4 m
- Diámetro máximo: 2,5 m
- Volumen habitable: 9 m³
- Masa: 5880 kg
- Empuje del motor principal: 4,089 kN
- Propelentes del motor principal: ácido nítrico e hidracina
- Masa de los propelentes del motor principal: 830 kg
- Impulso específico del motor principal: 282 s
- Delta V total: 420 m/s